# Алла прима
Алла прима (алла пріма; від італ. alla prima — в один прийом) — в образотворчому мистецтві живописна техніка, яка позначає спосіб виконання етюду або частини художнього твору за один прийом, в один сеанс. Виконується олійними або акварельними фарбами.
Ця техніка використовується у навчанні, коли за короткий час потрібно створити картину, на природі. Використанні цієї техніки може бути зумовлене особливостями матеріалу, тобто часом висихання фарб або творчим методом художника. Ігноруються такі предметні якості об'єкта зображення, як об'єм, матеріальність, щільність.
Фарба накладається в один шар. Тому для створення відтінку на палітрі створюється потрібний колір за допомогою кількох фарб (не більше трьох), так щоб він не втрачався після висихання не втрачалась прозорість живопису.
Французькі імпресіоністи у ХІХ ст. працювали на пленері і писали сюжет з натури, відмовившись від складного багатошарового методу і завжди закінчували роботу в один сеанс.